# العوجرية (السوادية)

تعديل مصدري - تعديل

العوجرية هي إحدى قرى عزلة الحراتيك بمديرية السوادية التابعة لمحافظة البيضاء، بلغ تعداد سكانها 178 نسمة حسب تعداد اليمن لعام 2004.